# Вычитание векторов

Треугольник вычитания произвольных векторов: разность векторов c = a — b

Вычита́ние векторо́в, или геометри́ческое вычитание векторов, — операция, обратная сложению, ставящая в соответствие двум векторам третий вектор — разность векторов, другими словами, по сумме векторов и одному слагаемому определяется второе слагаемое этой суммы. При этом разность {\displaystyle \mathbf {a} -\mathbf {b} } двух векторов {\displaystyle \mathbf {a} } и {\displaystyle \mathbf {b} } — это третий вектор {\displaystyle \mathbf {c} =\mathbf {a} -\mathbf {b} } такой, что {\displaystyle \mathbf {c} +\mathbf {b} =\mathbf {a} } (см. рисунок справа с треугольником вычитания векторов). Разность векторов определяется через сумму векторов либо с использованием противоположного вектора, либо без. Первый вектор разности называется уменьшаемым, а второй — вычитаемым.

## Определение
Вычита́ние векторо́в, или геометри́ческое вычита́ние векторо́в — операция, обратная сложению, ставящая в соответствие двум векторам третий вектор — разность векторов, другими словами, по сумме векторов и одному слагаемому определяется второе слагаемое этой суммы. Обозначается обычным знаком минус:
{\displaystyle \mathbf {c} =\mathbf {a} -\mathbf {b} .}

### Определение без использования противоположного вектора

Параллелограмм сложения и вычитания векторов

Следующее определение разности аналогично определению разности чисел.
Разность {\displaystyle \mathbf {a} -\mathbf {b} } двух векторов {\displaystyle \mathbf {a} } и {\displaystyle \mathbf {b} } — это третий вектор {\displaystyle \mathbf {c} =\mathbf {a} -\mathbf {b} } такой, что {\displaystyle \mathbf {c} +\mathbf {b} =\mathbf {a} } (см. рисунок в начале статьи с треугольником вычитания векторов).
Разность существует для любых двух векторов, что следует из следующего правила её построения.
Правило построения разности векторов без обратного вектора состоит в следующем. Разность {\displaystyle \mathbf {a} -\mathbf {b} } любых двух векторов {\displaystyle \mathbf {a} } и {\displaystyle \mathbf {b} }, отложенных от одной точки, — это третий вектор {\displaystyle \mathbf {c} =\mathbf {a} -\mathbf {b} }, проведённый от конца вектора {\displaystyle \mathbf {b} } к концу вектора {\displaystyle \mathbf {a} } (см. рисунок в начале статьи с треугольником вычитания векторов).
Операция вычитания векторов обладает следующими определяющими свойствами:
- всегда выполнима;
- однозначна, то есть из {\displaystyle \mathbf {b} +\mathbf {x} =\mathbf {b} +\mathbf {y} } следует {\displaystyle \mathbf {x} =\mathbf {y} .}

Если на двух неколлинеарных векторах построить параллелограмм, то тогда одна диагональ этого параллелограмма будет представлять сумму этих двух векторов. а другая — их разность (см. рисунок справа с параллелограммом сложения векторов).

### Противоположный вектор
Вектор, противоположный данному вектору — вектор, равный по модулю данному и противоположно ему направленный. Вектор, противоположный нулевому вектору, определяется тоже как нулевой. Вектор, противоположный вектору {\displaystyle \mathbf {a} }, обозначается той же буквой с поставленным перед ней обычным знаком минус (см. рисунок справа): {\displaystyle -\mathbf {a} .}
Также противоположный вектор можно определить как вектор {\displaystyle \mathbf {0} -\mathbf {a} }.

Треугольник вычитания произвольных векторов: разность векторов есть сумма векторов
c = a + (−b)

Из определения противоположного вектора следуют равенства:
{\displaystyle -(-\mathbf {a} )=\mathbf {a} ,\quad |-\mathbf {a} |=|\mathbf {a} |,\quad \mathbf {a} +(-\mathbf {a} )=\mathbf {0} .}

### Определение с использованием противоположного вектора
Теорема 1.
{\displaystyle \mathbf {a} -\mathbf {b} =\mathbf {a} +(-\mathbf {b} )}
для любых векторов {\displaystyle \mathbf {a} } и {\displaystyle \mathbf {b} } (см. рисунок справа).
Доказательство. Из определения разности векторов получаем:
{\displaystyle (\mathbf {a} -\mathbf {b} )+\mathbf {b} =\mathbf {a} ,}{\displaystyle \quad (\mathbf {a} -\mathbf {b} )+\mathbf {0} =\mathbf {a} +(-\mathbf {b} ),}{\displaystyle \quad (\mathbf {a} -\mathbf {b} )=\mathbf {a} +(-\mathbf {b} ).}
На основании этой теоремы можно определить понятие разности следующим образом.
Разность {\displaystyle \mathbf {a} -\mathbf {b} } двух векторов {\displaystyle \mathbf {a} } и {\displaystyle \mathbf {b} } — это третий вектор {\displaystyle \mathbf {c} =\mathbf {a} +(-\mathbf {b} )} (см. рисунки справа).
Правило построения разности векторов с использованием обратного вектора состоит в следующем. Разность {\displaystyle \mathbf {a} -\mathbf {b} } любых двух векторов {\displaystyle \mathbf {a} } и {\displaystyle \mathbf {b} } — это третий вектор {\displaystyle \mathbf {c} =\mathbf {a} +(-\mathbf {b} )}, проведённый от начала вектора {\displaystyle \mathbf {a} } к концу вектора {\displaystyle -\mathbf {b} }, причём конец первого вектора совпадает с началом второго (см. рисунки справа).

Параллелограмм вычитания произвольных векторов: разность векторов строится как при помощи противоположного вектора, так и без

Если взять за исходное второе определение разности векторов, то первое определение можно сформулировать в виде теоремы.
Теорема 2. Вычитание векторов — операция, обратная сложению векторов, то есть по сумме векторов и одному из слагаемых находится второе слагаемое — разность суммы и первого слагаемого:
{\displaystyle \mathbf {b} +(\mathbf {a} -\mathbf {b} )=\mathbf {a} }
для любых векторов {\displaystyle \mathbf {a} } и {\displaystyle \mathbf {b} } (см. рисунок в начале статьи и рисунок справа).
Доказательство. Вычислим:
{\displaystyle \mathbf {b} +(\mathbf {a} -\mathbf {b} )=\mathbf {a} +(-\mathbf {b} )+\mathbf {b} =\mathbf {a} +\mathbf {0} =\mathbf {a} .}
Теорема 3. Вектор-слагаемое можно переносить из одной части равенства в другую с противоположным знаком.
Доказательство. Пусть
{\displaystyle \mathbf {a} -\mathbf {b} =\mathbf {c} .}
Тогда по теореме 2 получаем:
{\displaystyle \mathbf {a} =\mathbf {b} +\mathbf {c} .}
Итак, операции сложения и вычитания векторов имеют такие же свойства, какие известны в арифметике чисел.

## Правило раскрытия скобок
Теорема 4. Правило раскрытия скобок.
{\displaystyle (\mathbf {a} _{1}-\mathbf {b} _{1})+(\mathbf {a} _{2}-\mathbf {b} _{2})+\cdots +(\mathbf {a} _{n}-\mathbf {b} _{n})=}
{\displaystyle =(\mathbf {a} _{1}+\mathbf {a} _{2}+\cdots +\mathbf {a} _{n})-(\mathbf {b} _{1}+\mathbf {b} _{2}+\cdots +\mathbf {b} _{n}).}
В силу определения разности двух векторов из исходного выражения получаем:
{\displaystyle (\mathbf {a} _{1}-\mathbf {b} _{1})+(\mathbf {a} _{2}-\mathbf {b} _{2})+\cdots +(\mathbf {a} _{n}-\mathbf {b} _{n})=}
{\displaystyle =(\mathbf {a} _{1}+(-\mathbf {b} _{1}))+(\mathbf {a} _{2}+(-\mathbf {b} _{2}))+\cdots +(\mathbf {a} _{n}+(-\mathbf {b} _{n})).}
Обозначим эту сумму через {\displaystyle \mathbf {x} } и опустим внешние скобки по сочетательному закону сложения векторов:
{\displaystyle \mathbf {x} =\mathbf {a} _{1}+(-\mathbf {b} _{1})+\mathbf {a} _{2}+(-\mathbf {b} _{2})+\cdots +\mathbf {a} _{n}+(-\mathbf {b} _{n}).}
Несколько раз используем переместительный закон сложения векторов:
{\displaystyle \mathbf {x} =(\mathbf {a} _{1}+\mathbf {a} _{2}+\cdots +\mathbf {a} _{n})+(-\mathbf {b} _{1})+(-\mathbf {b} _{2})+\cdots +(-\mathbf {b} _{n}).}
Прибавим к обеим частям равенства сумму векторов
{\displaystyle (\mathbf {b} _{1}+\mathbf {b} _{2}+\cdots +\mathbf {b} _{n})}
и используем законы сложения векторов:
{\displaystyle \mathbf {x} +(\mathbf {b} _{1}+\mathbf {b} _{2}+\cdots +\mathbf {b} _{n})=}
{\displaystyle =(\mathbf {a} _{1}+\mathbf {a} _{2}+\cdots +\mathbf {a} _{n})+{}}
{\displaystyle {}+(-\mathbf {b} _{1})+(-\mathbf {b} _{2})+\cdots +(-\mathbf {b} _{n})+\mathbf {b} _{1}+\mathbf {b} _{2}+\cdots +\mathbf {b} _{n}=}
{\displaystyle =(\mathbf {a} _{1}+\mathbf {a} _{2}+\cdots +\mathbf {a} _{n})+{}}
{\displaystyle {}+(\mathbf {b} _{1}+(-\mathbf {b} _{1}))+(\mathbf {b} _{2}+(-\mathbf {b} _{2}))+\cdots +(\mathbf {b} _{n}+(-\mathbf {b} _{n}))=}
{\displaystyle =(\mathbf {a} _{1}+\mathbf {a} _{2}+\cdots +\mathbf {a} _{n})+\mathbf {0} +\mathbf {0} +\cdots +\mathbf {0} =}
{\displaystyle =\mathbf {a} _{1}+\mathbf {a} _{2}+\cdots +\mathbf {a} _{n}.}
По теореме 3 окончательно имеем:
{\displaystyle \mathbf {x} =(\mathbf {a} _{1}+\mathbf {a} _{2}+\cdots +\mathbf {a} _{n})-(\mathbf {b} _{1}+\mathbf {b} _{2}+\cdots +\mathbf {b} _{n}).}

## Модуль разности
Так как длина отрезка не превосходит длины ломаной, соединяющей его концы, то выполняются неравенство треугольника: модуль разности двух векторов не больше разности модулей этих векторов:
{\displaystyle |\mathbf {a} -\mathbf {b} |\geqslant |\mathbf {a} |-|\mathbf {b} |,\quad |\mathbf {a} -\mathbf {b} |\geqslant |\mathbf {b} |-|\mathbf {a} |.}
В случае коллинеарных векторов:
- если два вектора направлены одинаково, то модуль разности двух векторов равен разности модулей уменьшаемого и вычитаемого, если модуль уменьшаемого больше модуля вычитаемого:

{\displaystyle |\mathbf {a} -\mathbf {b} |=|\mathbf {a} |-|\mathbf {b} |,\quad |\mathbf {a} |\geqslant |\mathbf {b} |;}
{\displaystyle |\mathbf {a} -\mathbf {b} |=|\mathbf {b} |-|\mathbf {a} |,\quad |\mathbf {b} |\geqslant |\mathbf {a} |.}
Для модуля разности векторов возможны три случая (см. рисунок ниже):
- {\displaystyle |\mathbf {a} -\mathbf {b} |<|\mathbf {a} |;}
- {\displaystyle |\mathbf {a} -\mathbf {b} |=|\mathbf {a} |;}
- {\displaystyle |\mathbf {a} -\mathbf {b} |>|\mathbf {a} |.}

Имеет место следующее тождество:
{\displaystyle 2|\mathbf {a} |^{2}+2|\mathbf {b} |^{2}=|\mathbf {a} +\mathbf {b} |^{2}+|\mathbf {a} -\mathbf {b} |^{2}},

Три случая величины модуля разности векторов: слева |a – b| < |a|, в центре |a – b| = |a|, справа |a – b| > |a|,

другими словами, сумма квадратов сторон параллелограмма равна сумме квадратов его диагоналей (см. рисунок с параллелограммом сложения и вычитания векторов в разделе Определение без использования противоположного вектора).

### Комментарии
1. 1 2 3 4 5 6 7 8  Имеется перевод на английский язык.